# Neoperla
Neoperla är ett släkte av bäcksländor. Neoperla ingår i familjen jättebäcksländor.

## Dottertaxa tillNeoperla, i alfabetisk ordning[1]
- Neoperla aeripennis
- Neoperla aestiva
- Neoperla affinis
- Neoperla agusani
- Neoperla alboguttata
- Neoperla aliqua
- Neoperla angulata
- Neoperla angustilobata
- Neoperla anjiensis
- Neoperla asperata
- Neoperla asperipenis
- Neoperla atropennis
- Neoperla banksi
- Neoperla bicornua
- Neoperla bicornuta
- Neoperla bicoronata
- Neoperla bilineata
- Neoperla bilobata
- Neoperla binodosa
- Neoperla biprojecta
- Neoperla biseriata
- Neoperla bituberculata
- Neoperla bom
- Neoperla borneensis
- Neoperla breviscrotata
- Neoperla caligata
- Neoperla cameronis
- Neoperla carlsoni
- Neoperla catharae
- Neoperla cavalerieri
- Neoperla choctaw
- Neoperla chui
- Neoperla clara
- Neoperla clymene
- Neoperla collaris
- Neoperla connectens
- Neoperla coosa
- Neoperla coralliata
- Neoperla coreensis
- Neoperla coronata
- Neoperla costalis
- Neoperla coxi
- Neoperla curvispina
- Neoperla daklak
- Neoperla dao
- Neoperla darlingi
- Neoperla dayak
- Neoperla dentata
- Neoperla diehli
- Neoperla distincta
- Neoperla divergens
- Neoperla dolichocephala
- Neoperla dorsispina
- Neoperla duratubulata
- Neoperla edmundsi
- Neoperla erecta
- Neoperla falayah
- Neoperla fallax
- Neoperla fanjingshana
- Neoperla flavescens
- Neoperla flavicincta
- Neoperla flexiscrotata
- Neoperla flinti
- Neoperla forcipata
- Neoperla formosana
- Neoperla foveolata
- Neoperla furcata
- Neoperla furcifera
- Neoperla gaufini
- Neoperla geniculata
- Neoperla geniculatella
- Neoperla gordonae
- Neoperla grafei
- Neoperla hainanensis
- Neoperla hamata
- Neoperla han
- Neoperla harina
- Neoperla harperi
- Neoperla harpi
- Neoperla harrisi
- Neoperla hatakeyamae
- Neoperla hemiphaea
- Neoperla hermosa
- Neoperla hoabinhica
- Neoperla hubbsi
- Neoperla hubleyi
- Neoperla idella
- Neoperla ignatiana
- Neoperla illiesi
- Neoperla indica
- Neoperla inexspectata
- Neoperla infuscata
- Neoperla jacobsoni
- Neoperla jewetti
- Neoperla katmanduana
- Neoperla klapaleki
- Neoperla lacunosa
- Neoperla lahu
- Neoperla laotica
- Neoperla leptacantha
- Neoperla leptophallus
- Neoperla lieftincki
- Neoperla lii
- Neoperla limbatella
- Neoperla longinqua
- Neoperla longispina
- Neoperla longwangshana
- Neoperla lushana
- Neoperla luteola
- Neoperla magisterchoui
- Neoperla mainensis
- Neoperla malleus
- Neoperla maolanensis
- Neoperla melanocephala
- Neoperla microtumida
- Neoperla minor
- Neoperla mnong
- Neoperla moesta
- Neoperla monacha
- Neoperla montivaga
- Neoperla multilobata
- Neoperla multispinosa
- Neoperla naviculata
- Neoperla nebulosa
- Neoperla nigra
- Neoperla niponnensis
- Neoperla nishidai
- Neoperla nitida
- Neoperla nova
- Neoperla obliqua
- Neoperla obscura
- Neoperla obscurofulva
- Neoperla occipitalis
- Neoperla ochracea
- Neoperla oculata
- Neoperla osage
- Neoperla pallescens
- Neoperla pallicornis
- Neoperla parva
- Neoperla paucispinosa
- Neoperla perspicillata
- Neoperla peterzwicki
- Neoperla philippina
- Neoperla pilosella
- Neoperla pluvia
- Neoperla posticata
- Neoperla primitiva
- Neoperla propinqua
- Neoperla pseudorecta
- Neoperla punan
- Neoperla qingyuanensis
- Neoperla quadrata
- Neoperla ramosa
- Neoperla recta
- Neoperla reedi
- Neoperla remota
- Neoperla reticulata
- Neoperla rigidipenis
- Neoperla robisoni
- Neoperla rotunda
- Neoperla rougemonti
- Neoperla sabah
- Neoperla saraburi
- Neoperla sarawak
- Neoperla sauteri
- Neoperla schlitz
- Neoperla schmidi
- Neoperla schmidiana
- Neoperla securifera
- Neoperla separanda
- Neoperla seriespinosa
- Neoperla serrata
- Neoperla signatalis
- Neoperla silvaeae
- Neoperla simplicior
- Neoperla sinensis
- Neoperla sinuata
- Neoperla sitahoanensis
- Neoperla siveci
- Neoperla song
- Neoperla spinaloba
- Neoperla spinosa
- Neoperla spio
- Neoperla starki
- Neoperla stewarti
- Neoperla stueberae
- Neoperla sumatrana
- Neoperla sungi
- Neoperla taihorinensis
- Neoperla taiwanica
- Neoperla tamdao
- Neoperla tenuispina
- Neoperla teresa
- Neoperla tetrapoda
- Neoperla thai
- Neoperla theobromae
- Neoperla tingwushanensis
- Neoperla tortipenis
- Neoperla triangulata
- Neoperla trinervis
- Neoperla truncata
- Neoperla tuberculata
- Neoperla unicolor
- Neoperla uniformis
- Neoperla uruguayana
- Neoperla ussurica
- Neoperla wagneri
- Neoperla vallis
- Neoperla variegata
- Neoperla venosa
- Neoperla verna
- Neoperla vesperi
- Neoperla wui
- Neoperla yangae
- Neoperla yao
- Neoperla yentu
- Neoperla zonata
- Neoperla zwicki